# McCrory (Arkansas)
McCrory é uma cidade localizada no estado americano de Arkansas, no Condado de Woodruff.

## Demografia
Segundo o censo americano de 2000, a sua população era de 1 850 habitantes.
Em 2006, foi estimada uma população de 1 642, um decréscimo de 208 (-11.2%).

## Geografia
De acordo com o United States Census Bureau, a localidade tem uma área de 6,2 km², sem área coberta por água. McCrory localiza-se a aproximadamente 61 m acima do nível do mar.

## Localidades na vizinhança
O diagrama seguinte representa as localidades num raio de 24 km ao redor de McCrory.